# Zorotypus gurneyi
Zorotypus gurneyi är en jordlusart som beskrevs av Choe 1989. Zorotypus gurneyi ingår i släktet Zorotypus och familjen Zorotypidae. Inga underarter finns listade i Catalogue of Life.